# Pazzi per la spesa
Pazzi per la spesa è un programma televisivo statunitense in onda dal 2010, che racconta la storie di persone che riescono a comprare enormi quantità di prodotti con un piccolo esborso monetario utilizzando buoni acquisto o coupon.
Nella terza edizione (andata in onda negli Usa con il nome di Extreme Couponing: All Stars) sono in gara in ciascuna puntata due persone, la cui spesa viene devoluta in beneficenza.
Il programma è stato realizzato in cinque edizioni per un totale di 47 puntate (21 in Italia).
La voce narrante dell'edizione italiana del programma è quella di Alessio Cigliano.
Lo spettacolo è stato criticato da blogger consumatori ed esperti come Jill Cataldo per possibili usi impropri dei buoni acquisto durante lo spettacolo. Azioni come l'uso di buoni acquisto con merce non corretta, usare buoni acquisto contraffatti, e incoraggiare disturbo da accumulo sono state indicate come ragioni per mettere in dubbio l'autenticità dello spettacolo.

## Episodi
| Stagione         | Episodi | Prima TV USA | Prima TV Italia |
| ---------------- | ------- | ------------ | --------------- |
| Prima stagione   | 13      | 2010         | 2013            |
| Seconda stagione | 12      | 2011         | 2014            |
| Terza stagione   | 6       | 2011         | 2015            |
| Quarta stagione  | 8       | 2012         | 2016            |
| Quinta stagione  | 8       | 2012         | 2017            |
| Sesta stagione   | 8       | 2013         | 2017            |